# 출생 점성술
출생 점성술(出生 占星術, natal astrology) 또는 탄생 점성술(誕生 占星術, genethliacal astrology)은 개인의 삶의 성격과 진로는 그 개인의 출생 특정한 날짜와 시간 그리고 장소에 따르는 구조에 의해 결정될 수 있다는 개념에 기초하는 점성술의 체계이다. 출생 점성술은 인도 또는 조티시와 중국 그리고 서양의 점성술 전통들에서 나타난다.
천궁도 점성술에서, 특정 개인의 성격은 (출생인이라고 불리는) 그 개인의 태양과 달 그리고 점성술의 행성, 상승점, 중천점 그리고 그것들 사이의 각도나 각을 보여주는 천궁도 또는 출생 차트의 구조에 따라 결정된다.
천궁도가 구성되면, 피험자 또는 출생인의 완전한 성격 묘사를 만들어 내는 것을 수반하는 해석의 절차가 시작된다. 차트의 해석에는 세 가지의 주요한 단계가 포함된다. 그것들은 천궁도의 중요한 특징들을 기록하는 것과 차트 측정(測定, weighting) 그리고 차트 형성(形成, shaping)의 절차이다. 차트 측정에는 천궁도의 황도대의 별자리와 하우스의 분포대한 조사가 포함되며, 차트 형성에는 천궁도에서 행성들의 배치를 각과 위치로 평가하는 것과 그것들 사이에 나타나는 특정한 의미를 지니는 모양을 살피는 것이 포함된다.
일반적으로 점성술은 과학 공동체에게는 의사과학으로 여겨지고 있으며, 출생 천궁도와 실제 세계의 결과 사이의 상관성을 입증하는 약간의 통계적 증거조차 없다.

## 기본 요소
점성가가 반드시 특별한 관심을 기울여야 하는 모든 천궁도의 중요 요소들은 태양과 달의 별자리와 하우스의 위치와 상승점의 별자리 그리고 상승점의 주인행성 또는 천궁도의 주인행성이라 불리는 그 별자리의 주인행성이다. 그리고, 상승점 다음의 첫 번째나 두 번째 또는 세 번째의 하우스에 있는 첫번째 행성도 중요하다. 상승점 별자리라 불리는 것은 차트에서 특히 강하다고 여겨진다. 만일 처음 세 개의 하우스를 점유하고 있는 행성이 없다면, 열두 번째 하우스에서 상승점과 가까이 있는 행성이 상승점 행성이다. 상승점과 중천점, 하강점 그리고 천저점의 기본 모서리와 합을 이루고 (모서리 행성이라 불리는) 행성도 특별히 고려된다.

## 차트 측정
차트 측정(測定, weighting)은 별자리와 하우스의 분류로 태양과 달, 행성, 상승점 그리고 중천점을 열거하고, 그것들 중에서 중요한 것들을 찾는다. 예를 들어, 불의 별자리에 여러 행성들이 있다면, 그것들은 출생인의 성격에 대해서 불의 별자리의 속성에 중요성 또는 "비중"을 부여한다.

### 별자리 측정
별자리에 의한 차트 측정은 남성성 또는 여성성 그리고 원소(불과 땅, 공기 그리고 물)와 양상(활동성과 고정성 그리고 변통성) 이렇게 세 가지의 주요 범주로 황도대의 별자리를 열거한다. 어떤 점성가들은 그 목록에만 열 개 혹은 열한 개의 행성을 모두 사용한다. 반면에, 다른 점성가들은 상승점과 중천점을 포함시키지만, 현대의 행성들인 천왕성과 해왕성 그리고 명왕성의 영향력은 모든 세대에 걸쳐서 느껴지므로 개인적인 천궁도에서는 그것들의 별자리 위치가 큰 의미를 갖지 않는다는 이유로 그것들을 배제한다.
| 별자리     | 기호 | 원소 | 양상   |
| 양자리     |      | 불   | 활동성 |
| 황소자리   |      | 지구 | 고정성 |
| 쌍둥이자리 |      | 공기 | 변통성 |
| 게자리     |      | 물   | 활동성 |
| 사자자리   |      | 불   | 고정성 |
| 처녀자리   |      | 흙   | 변통성 |
| 천칭자리   |      | 공기 | 활동성 |
| 전갈자리   |      | 물   | 고정성 |
| 사수자리   |      | 불   | 변통성 |
| 염소자리   |      | 흙   | 활동성 |
| 물병자리   |      | 공기 | 고정성 |
| 물고기자리 |      | 물   | 변통성 |

이 기호들이 서양 점성술에서 가장 일반적이다.

- 남성성(불과 공기의 별자리들): 남성적인 별자리들은 양자리와 쌍둥이자리, 천칭자리, 사수자리 그리고 물병자리이다. 이 별자리들이 우세한 출생인은 외향적이며, 자신감있고, 자기주장이 강한 경향이 있으며, 용기와 진취성을 갖고 문제를 해결하는 능력을 지닐 것이다.

- 여성성(흙과 물의 별자리들): 여성적인 별자리들은 황소자리와 게자리, 처녀자리, 전갈자리, 염소자리 그리고 물고기자리이다. 이 별자리들이 우세한 출생인은 내향적이며, 숫기 없고, 수동적인 경향이 있으며, 양육과 보호의 능력을 갖고 있으며 직관적인 방법으로 문제를 해결하는 경향이 있을 것이다.

- 불: 불의 별자리들은 양자리와 사자자리 그리고 사수자리이다. 주로 불의 별자리를 지니는 출생인은 활기차고, 열정적이며 낙관적이고, 어떤 일의 중심에 있고 싶은 욕구가 있다. 그들은 독선적이며, 완고하고 때때로 거만하지만, 관대하며, 온정있고, 자연스러운 친절함이 배어있다. 불의 별자리의 사람들은 독립적이고 그들의 삶을 주도하기를 선호하지만, 때때로 독재적이다. 불의 별자리가 결핍된 사람은 겁이 많거나 지나치게 신중하고, 비관적이며, 부끄러움을 잘 타며, 열정과 자신감 그리고 미래에 대한 확신이 부족하다. 천궁도에서 1번째와 5번째 그리고 9번째 하우스에 있는 행성들과 활동궁의 두드러짐은 그러한 결핍을 상쇄시키는데 도움이 된다.

- 흙: 흙의 별자리들은 황소자리와 처녀자리 그리고 염소자리이다. 주로 땅의 별자리들을 지닌 출생인은 실리적이며 세심하고, 분별 있고 유능하며 추상적인 것보다는 실체가 있는 것에 더 행복해 할 것이다. 그들은 느리게 움직이며 철저하고 느긋한 태도로 일을 처리한다. 땅의 별자리의 사람들은 기민하고 신중하며, 감적적이며 물질적인 안전을 필요로 하며, 그것을 얻기 위해서 많은 것을 감내한다. 그들은 인색한 경향이 있어도, 사랑하는 사람들에 대해서는 관대하며, 달리 말하면, 시간과 돈을 소비하는데 신중치 못하다. 흙의 별자리의 사람들은 사회적 상황에서는 부끄러움을 타기도 하며, 연애에 있어서는 연인으로 발전하기까지가 느린 경향이 있지만, 그렇게 되면 진지해진다. 흙의 별자리가 결핍된 사람은 상식과 현실성이 부족하고 시작한 일을 끝마치기가 어려울 것이다. 그들은 산만하고, 비현실적이며 서투르고, 금전에 관해 절망적일 수도, 신용을 잃을 수도 있다. 천궁도에서 2번째와 6번째 그리고 10번째 하우스에 있는 행성들과 고정궁의 두드러짐은 그러한 결핍을 절감시키는데 도움이 될 것이다.

- 공기: 공기의 별자리들은 쌍둥이자리와 천칭자리 그리고 물병자리이다. 주로 공기의 별자리들을 지닌 출생인은 모든 종류의 사상과 이론에 관심을 가지고 있는 탁월한 의사전달자일 것이다. 그들은 삶의 의문에 대한 답을 갈구하며, 훌륭한 스승들이자 작가들이다. 공기의 별자리의 사람들은 언뜻 보기보다는 더 긴장되어 있으며 신경증에 시달릴 수도 있다. 그들은 친구들과 지인들이 많지만, 가정 생활에는 특별한 관심을 갖지 않을 수도 있다. 그들은 최신 기술에 관심 있고 동시에 그러한 어떤 것들에 능숙하다. 공기의 별자리의 사람들은 창의적이며 약삭빠르지만, 빈정대며 버릇 없을 수도 있다. 공기의 별자리가 결핍된 사람은 상상력과 솜씨나 수완이 부족할 수도 있을 것이다. 그들은 실적적인 것을 지나치게 강조하며 익살스러움이 결핍되고 지루한 동료가 될 수 있다. 그들은 새로운 생각을 나누거나 설명하고 이해하는데 어려움을 겪을 수 있다. 천궁도에서 3번째와 7번째 그리고 11번째 하우스에 있는 행성들과 변통궁의 돋보임은 그러한 결핍을 벌충하는 데 도움이 될 것이다.

- 물: 물의 별자리들은 게자리와 전갈자리 그리고 물고기자리이다. 주로 이 별자리들을 지닌 출생인은 매우 감성적이며 어떤 것을 냉정하게 바라보기 어려울 것이다. 그들은 질문에 대해 느리게 응답하며, 새로운 개념을 이해하는데 시간이 소요되는 경향이 있다. 물의 별자리의 사람들은 그들의 감정을 말로 설명하는 데 어려움을 겪을 수 있고, 따라서 어울리기 어려울 수 있지만, 그들이 사랑하는 사람들에게 친절하며 동정적이다. 그들은 많은 애정을 주고 받기를 원하며, 그것은 가족과 가까운 친구들 그리고 애완동물에게로 향할 것이다. 물의 별자리가 결핍된 사람은 직관력이 부족하며 다른 사람들의 욕구를 알아챌 수 없다. 그들은 자신의 정신적 욕구를 고려할 수 없을 정도로 착상이 풍부하거나 물질계만을 선호할 수도 있다. 천궁도에서 4번째와 8번째 그리고 12번째 하우스에 있는 행성들이 그러한 결여를 줄이는 데 도움이 될 것이다.

- 활동성: 활동적 별자리는 양지리와 게자리, 천칭자리 그리고 염소자리이다. 주로 활동궁들을 지니는 출생인은 누군가의 손아귀에서 놀아나는 것을 싫어하며 그들 스스로의 세상을 떠맡고 싶어할 것이다. 그들의 관심은 그들의 관심은 그들 다른 사람들에 관한 것일 수도 있지만, 그것과 직결되는 그들의 힘은 어떻게든 그들이 선택한 진로로부터 벗어나기 어렵게 만든다. 천궁도에서 활동성의 별자리들은 용기와 진취성 그리고 자기 동기 부여를 더해줄 것이다. 활동궁이 결핍된 사람은 그들 스스로의 삶을 통제한 적이 없으며, 그들의 통제를 넘어서는 사람들과 환경에 의해서 조종당하고 있다고 느낄 수도 있다. 그들은 용기와 결단력이 결여되어 있을 수도 있고 그들의 결정을 다른 삶들에게 맡기기를 선호할 수도 있다. 천궁도에서 1번째와 4번째 7번째 그리고 10번째 하우스에 있는 행성과 불과 공기의 별자리들에 대한 강조는 그러한 결핍을 보완하는데 도움이 될 것이다.

- 고정성: 고정적 별자리는 황소자리와 사자자리, 전갈자리 그리고 물병자리이다. 주로 고정궁들을 지니는 출생인은 일을 끝까지 해내고 현재 상태를 유지하는 데 있어서 힘과 인내를 지닌다. 그들은 안정된 가정과 직장 그리고 협력관계를 원하며, 불확실한 것보다 이미 알려진 것을 선호한다. 고정성의 별자리들의 사람들은 충성스럽고 믿을만 하지만, 매우 완고할 수 있다. 고정궁이 결핍된 사람은 어떤 것을 계속해나가거나 끝까지 할 수 없고, 문제를 멀리하려는 경향이 있을 것이다. 그들은 쉽게 싫증내거나 실질적인 일을 해내기에는 허황된 꿈을 쫓을 수도 있다. 천궁도에서 2번째와 5번째, 8번째 그리고 5번째 하우스에 있는 행성들이나 혹은 흙의 별자리에 대한 강조는 그러한 결핍을 경감시키는데 도움을 줄 것이다.

- 변통성: 변통적 별자리는 쌍둥이자리와 처녀자리 사수자리 그리고 물고기자리이다. 주로 변통궁을 지니는 출생인은 순응성 있고, 협력적이며 친절하다. 그들은 거의 대부분의 상황에 어울리고, 무엇이든 견딜줄 알며, 어떤 조건이든 그들의 장점으로 승화시킨다. 변통성의 별자리의 사람들은 변화적 과도기를 통해 과업을 이루어나가며, 그것을 성공적으로 끝마치게 만든다. 변통궁의 사람들은 품위 있고 호감을 끌지만, 그들이 위협받고 있다고 느낄 때는 그러함이 그들에게는 상당한 문제가 되어 자기본위적이며 무정한 사람이 될 수 있다. 이 별자리들의 사람들은 그들의 삶을 다른 사람들을 돕는데 몰두시키지만, 종종 동시에 의외로 역설적으로 이기적일 수 있다. 변통궁이 결핍된 사람들은 어떤 종류의 변화에 적응하지 못할 수도 있고, 특히, 불확실한 것에 직면했을 때는 불행하다고 느낄 수도 있다. 그들은 스스로 무엇을 결정하기 전에 상당한 주의를 요하며, 융통성과 순응성이 부족하다. 그들은 완고하고 변치 않는 견해를 유지할 수도 있다. 3번째와 6번째, 9번째 그리고 12번째 하우스에 있는 행성들은 그러한 결핍을 줄여준데 도움이 될 것이며, 물의 별자리는 직관력의 결여를 벌충해줄 것이다.

### 차트의 특징궁
어떤 점성가들은 차트 특징(特徵, signature)이라고 불리는 것으로써 차트 측정의 절차를 요약한다. 그것에는 가장 우세한 별자리들의 원소와 양상에 유념하여 그것을 천궁도의 특징 별자리가 되는 하나의 별자리에 귀속시기는 과정이 포함된다. 예를 들어, 한 사람이 불의 별자리를 가장 많이 지니며 고정성의 별자리도 그러하다면, 그 사람의 특징 별자리는 (불과 고정성을 모두 지니는 별자리인) 사자자리이다.
어떤 경우, 명백한 특징 별자리를 잡아낼 만큼 원소나 양상의 다수성이 분명치 않다. 그러한 경우에, 천궁도에서 태양이 있는 별자리의 주인 행성이 있는 위치를 살핀다. (대신에, 상승점 별자리의 주인 행성이 있는 별자리가 차트 측정에 포함되지 않았다면, 그것아 더해질 수 있다.) 그 주인행성이 점유하고 있는 별자리가 무엇이든 원소와 양상의 합계에 더해진다. 예를 들어, 만일 태양이 황소자리에 있다면, 그것의 주인 행성인 금성이 위치한 별자리의 속성이 가산된다. 금성이 물고기자리에 있다면, '캐스팅 보트(casting vote)'에는 물 원소와 변통성이 더해진다. 일반적으로, 그 과정으로써 하나의 특징 별자리를 잡아내기에 충분하다고 여겨진다. 출생 천궁도에서의 '캐스팅 보트'는 태양의 추가 의결권이 행사되는 것과 같은 맥락이다. 이 절차를 사용하는 점성가들에게 출생 천궁도에서 특징궁은 종종 태양궁이나 상승궁이 무엇인지와는 상관없이 최우선시 되는 효력을 갖는 것으로 여겨진다.

### 하우스 측정
- 모서리 (앵글) 하우스: 이것들은 1번째와 4번째, 7번째 그리고 10번째 하우스이다. 천궁도에서 이 하우스들에 있는 행성들은 그 사람에게 강한 영향력을 끼치며, 활동궁과 다른 면에서는 용기 그리고 열정의 결핍을 보상해 줄 수도 있다.

- 연속의 (석시던트) 하우스: 이것들은 2번째와 5번째, 8번째 그리고 11번째 하우스이다. 이 하우스들에 있는 행성은 그 사람 혼자서나 다른 사람과 같이 갖고 있는 재산과 창조적 추구와 관계된다. 천궁도에서 이 하우스들에 있는 행성들은 고정궁의 결여를 보완하는 데 도움을 줄 수도 있다.

- 마침의 (케이던트) 하우스: 이것들은 3번째와 6번째, 9번째 그리고 9번째 하우스이다. 천궁도에서 이 하우스들에 있는 행성들은 그 사람이 자신의 재능과 소질을 계발하는 데 많이 기여하며, 변통궁과 일반적 적응성의 결핍을 벌충해 줄 수도 있다.

## 차트 형성

이 예제 차트에서 상승점은 전통적인 천궁도에서의 그것의 위치인 9시 방향에 있으며 Asc로 표기되어 있다.

차트 형성은 천궁도에서 행성들이 맺고 있는 행성들이 서로 맺고 있는 각과 그것들의 배치를 살핀다. 출생인의 성격을 해석하는 데 있어서, 천궁도에서 나타나는 특정한 패턴이나 '모양' 또한 중요성을 지닌다.

### 각의 모양
점성가는 행성들에 의해 만들어지는 모든 각을 살피면서, 특히 두드러지는 모양이 있는지도 유념한다. 다음은 그러한 주요 모양들이다.:
- 대합(大合, stellium): 최소한 세 개의 행성이 연속되는 합을 이루면서 모두 연결되는 것이다. 그 행성들은 서로 약간씩 떨어져 있어도 모두 합에 있는 효력을 지닐 것이다. 이 모양은 태양궁과는 상관없이 그 행성들이 점유하고 있는 별자리에 막대한 주안점을 부여한다.

- 대삼분위각(大三分位角, grand trine): 세 개 이상의 행성이 함께 삼분위각을 맺고 있는 것이다. 그 사람이 내면의 강한 조화와 재능 그리고 능력을 지녔음을 나타낸다. 그러나, 그것은 그 사람을 실제적인 어떤 역경에 대처하기 어렵게 만들며, 나약하고 무신경하며, 잘난체하는 성품으로 만들 수도 있다.

- 대십자(大十字, grand cross): 두 쌍의 행성들이 서로 반대편에서 사분위각을 맺고 있는 것이다. 종종 그사람이 영민한 성격을 발전시킬 수 있을지, 아니면, 삶이 황폐화되었다고 느낄지의 "성패를 좌우하는" 모양으로 여겨진다. 그 사람은 "십자가를 짊어진" 것 같을 것이다.

- ㅜ자(ㅜ字, T-Square): 두 개의 행성이 다른 하나와 사분위각을 맺고 있는 것이다. 두 행성의 충과 관련된 전형적인 긴장에 세 번째 행성에 의해 야기된 문제가 가중된다. 종종 그사람의 행동 방식의 정상적인 흐름을 방해하는 요소로 여겨진다. 그 사람의 행동은 마치 팔을 "잃어버린" 불구가 장애를 극복하려는 것에 비유될 수 있다.

- Y자(Y字, Yod): 오엽각을 맺고 있는 두개의 행성이 다른 하나와 육분위각을 맺고 있는 것이다. 그것은 차분치 못한 불안정성을 나타낸다. 그 사람은 어떤 사람의 주기적인 고비와 긴급한 도움 요청을 외면하기 어려운 상황에 있는 것처럼 그러한 일에 잘 말려든다.

### 반구
하우스는 네 개의 주요 반구의 범주로 분류된다. 전통적으로, 천궁도는 동쪽 지평성인 상승점이 왼쪽에 있으므로,  천궁도는 '위아래가 뒤집혀' 보인다. 그러한 이유로, 일반적으로 천궁도의 상반부에는 남반구가 나타난다.
- 상(남)반구: 7번째와 8번째, 9번째, 10번째, 11번째 그리고 12번째 하우스이다. 이 반구에 행성들이 다수인 사람은 다른 사람들의 행동에 너무 깊이 영향받지 않을 것이다. 그 사람은 그들 주변의 사람들과 공적인 사건과 운동에 개입하지 않고, 단호히 그들 스스로의 욕구과 감정에 또는 그들에게 중요한 인간애의 일반 원인에 집중할 수 있을 것이다. 만일, 8번째나 9번째 또는 12번째 하우스에 행성들이 몰려 있다면, 그 사람은 강한 정신적 욕구와 가치를 지니게 될 것이라고 해석된다. 10번째 하우스에 있는 행성들은 그 사람을 야심있고 정치적으로 기민하게 만든다. 반면에, 그것들이 11번째 하우스에 있다면, 그 사람은 인도주의적인 명분과 교육에 흥미를 갖게 될 것이다.

- 하(남)반구: 1번째와 2번째, 3번째, 4번째, 5번째 그리고 6번째 하우스이다. 천궁도의 이 부분에 다수의 행성을 지니는 사람은 다른사람의 기분과 감정에 민감할 것이며, 그러함으로 인해 상당히 고생할 수도 있다. 그 사람들은 자신들보다 가족을 위해 살려 할 수도 있으며, 그들의 생각이 지극히 주관적일 수도 있다. 그들은 스스로의 판단에 따라 결정하고 집에서 일하기를 선호할 수도 있다.

- 동반구: 10번째와 11번째, 12번째, 1번째, 2번째 그리고 3번째 하우스이다. 이 반구에 다수의 행성을 갖고 있는 사람은 스스로의 진로를 결정하고 한계를 정하는 자발적인 행동가일 것이다. 그들은 다른 사람에게 부담이 되거나 다른 누군가의 그것을 떠안으려 하지 않는다. 하지만, 그들은 업무와 개인 생활에서 개시인이 되고자하는 부담은 갖고 있으며, 그것은 어느정도는 다른 사람들을 위한 것이다.  1번째와 2번째 3번째 하우스에 행성들이 있다면, 그 사람은 너무 자신에게만 몰두하며 그러한 문제에 관계된 사람은 오로지 자신뿐이라고 확신하는 경향이 있다.

- 서반구: 4번째와 5번째, 6번째, 7번째, 8번째 그리고 9번째 하우스이다. 이 반구에 다수의 행성을 지니는 사람은 그들 주변의 사람들을 자신들의 편으로 만드는 외교술에 매우 능할 것이다. 그들은 다른 사람들에 의해 결정된 결정된 진로를 택하거나, 다른 사람들을 지원하고 고무시키는 데 생을 보낼 수도 있다. 다수의 행성이 6번째와 7번째 그리고 8번째 하우스에 있다면, 그 사람은 그들의 힘을 다른 사람들의 욕구를 채우는데 사용할 것이다. 그 사람은 여러 아이들을 사랑하고 돌보는 일이 요구되는 상황을 유발할 수도 있다.

### 존스의 패턴
미국의 점성가 마크 에드먼드 존스는 천궁도에서 나타나는 행성들의 다른 하나와 관계된 위치에 기초하는 일곱 가지의 중요한 모양을 열거했다.
- 보따리: 이 모양에서, 행성들은 120도의 구간이나 연속되는 네 개의 별자리 안에서 '보따리' 형태로 무리지어 있다. 행성들의 그러한 강한 집결은 개인적 관심사를 추구하는데 있어서 그만큼 열정적이고 가차없는 사람을 만든다. 이러한 사람은 다른 사람에 대한 관점과 이해력이 제한되며, 다른 누군가와 자신의 삶을 공유하기 어렵다. 그러한 사람은 깊은 집중과 지속성 그리고 전념이 요구되는 사업에 뛰어들거나 어느 한가지 전문 분야를 전공하는 것이 최선의 진로 선택이다.

- 사발: 이 모양에서, 행성들은 180도의 한 반구나 연속되는 여섯 개의 별자리 안에서 '사발' 모양으로 무리지어 있다. 만일 모든 행성이 하나의 반구 안에 포함되어 있다면, 이 모양은 특별한 힘을 갖게 될 것이다. 이 모양을 지니는 사람은 자립적이며, 의미 있고 성취감을 주며 개인적으로 관련 있는 사업을 찾아 나설 것이다. 그들은 추구하는 직업이 대리인의 성격을 지니는 경향이 있으며, 그렇다면, 자신과 다른 사람들에게 최고의 이익을 창출해 낼 것이다.

- 양동이: 이 모양은 모든 행성들 가운데 하나가 반대편 반구에 있는 것을 제외하고는 사발형과 유사하다. 여기서 홀로 있는 행성 또는 단일 개체는 손잡이로써 역할 하는데, 그렇게 '양동이' 형태가 만들어진다. 양동이 모양은 그 사람이 소속감을 느끼기 위해서 어떤 사회의 본류에서 활약하고자 하는 열망을 나타낸다. 그러나, 이 모양은 종종 그 사람이 세상에 순응하기 보다는 스스로의 독특한 재능을 발견하고자하는 기대를 의미한다. 그들은 일반적으로 그들의 단 하나의 목적을 위해 그들의 노고를 쏟으며, 자기보호를 위해 홀로 행동하기 보다는 실제의 객관적인 것을 이루려고 노력한다. 그 사람은 이 모양의 손잡이가 되는 하나의 행성의 본성에 따라 행동할 가능성이 높다. 천궁도에서 그 생성은 다른 것들보다 더 큰 영향력을 행사할 것이며, 그 사람의 행동의 원동력과 기본이 되는 힘의 중요한 부분이 될 것이다.

- 널: 이 모양에서, 행성들은 서로 천궁도의 반대편에서 60도씩의 이내나 두 개씩의 별자리 구간 내에서 두 무리로 모여 있다. 이 이름이 암시하는 바와 같이, 이것은 그 사람을 마치 '널'처럼 뚜렷하게 대조되는 두 가지의 방식을 따라 행동하게 만든다. 그 사람은 삶에서 종종 경쟁 관계에 있기도 한 선명하게 다른 두 부분을 통합하기 어렵다고 느끼는 자신을 발견한다. 그러나, 이 모양의 성공적인 측면은 삶의 대부분의 상황에 대처할 수 있는 한 사람의 태도로 알려진 세련된 원숙미를 더할 것이다.

- 기관차: 이 모양에서, 행성들은 240도나 아홉 개의 별자리 내에 고루 분포해 있고, 남은 120도는 텅 비어있다. 태양궁과는 상관 없이, 비어있는 구간을 향해 시계방향으로 이끄는 한 행성은 이 모양을 지닌 사람의 삶에 지대한 영향을 끼칠 것이다. 그것은 그 개인을 일처리에 있어서 비상한 추진력과 원동력을 지닌 단호하고 굽힐줄 모르는 노력을 통해 목표를 이루게 만드는 출생 천궁도의 '기관차'로써 역할한다. 이러한 사람은 그동안 말해온 진심을 다른 사람들이 알아 주기를 기다리며, 종종 혼자있게 될 것이다.

- 점사: 이러한 유형의 차트는 최소한 두개씩의 일반적으로 세 쌍(또는 합)의 행성들이 천궁도에 "점사" 형태로 무작위로 흩어져 있다. 이 모양을 지니는 사람은 가치있는 기술들을 계발하기 위해서 신중한 집중을 요하는 일에 엄청난 재능과 잠재력을 갖게 될 것이다. 그 사람은 엄격하거나 극도로 조직화된 삶의 진로에는 관심이 없는 개인주의자가 될 것이며, 그들은 일상적인 일에 갇히게 되는 것을 회피할 것이다. 그러나, 다른 기술들 간의 관련성의 결여로, 그 사람이 그것들로부터 완전한 이득을 얻기 어려울 수도 있다. 이러한 사람은 '그것들을 하나로 통합하여 발휘'하는 데 집중할 필요가 있다.

- 분사: 이것의 이름처럼, 행성들이 '분사'된 것처럼 골고루 퍼져 있다. 이 모양을 지니는 사람은 삶에 대한 넓고 풍부한 심적 견지를 갖게 될 것이며 다양성은 그들의 최고 자산이 될 것이다. 이 사람은 원한다면 어디서든 그들의 삶과 자원을 가능한한 널리 공유할 수 있을 것이다. 그러나 분사 모양을 지니는 사람들에게는 그들의 힘을 헛되이 흩뿌릴 수 있는 위험성이 존재한다.

## 과학적 연구

### 칼슨의 실험
출생 천궁도에 대한 가장 잘 알려진 양적 실험은 숀 칼슨의 이중맹검 방식의 천궁도 비교 실험으로, 그 실험에서 그는 100 개 이상의 출생 천궁도에 대한 28명의 점성가들의 해석과 캘리포니아 심리검사(CPI)로 만들어진 심리성향의 단평과 비교했다. 칼슨의 연구 내용은 1985년에 네이처지에 실렸는데, 그 결과는 출생 점성술에 근거하는 예언은 단지 우연일 뿐이라는 것과, 그 실험은 "점성학적 가설을 명백히 반박한다"는 것이었다.

### 코클랭의 연구
1955년에, 미셸 코클랭은 점성술에서 황도대 별자리와 행성의 각과 같은 요소들을 증명하는 증거를 찾지 못했지만, 그는 전통적으로 점성술과 연관된 연관된 어떤 행성의 일주 운동과 (의사와 과학자, 운동선수, 배우, 작가, 화가 등과 같은) 직업에서의 성공과의 긍적적인 상관관계를 발견해왔다. 가장 잘 알려진 코클랭의 발견은 성공한 운동선수의 출생 천궁도에서 화성의 위치에 근거하며, "화성 효과"로 알려지게 되었다. 일곱 명의 프랑스 과학자들은 그 주장을 증명하려 했지만, 어떠한 통계적 증거도 찾지 못하였고, 그들의 연구에서 표본이 되는 사람들을 코클랭이 선택해 주려고 했다는 점을 비난하며, 그 효과를 선택 편향으로 결론지었다.

## 추가 문헌
- Kevin Burk, Astrology: Understanding the Birth Chart. Llewellyn Publications (USA, 2001) ISBN 1-56718-088-4.